# Мисато
Мисато е град в префектура Сайтама, Япония. Населението му е 140 471 жители (по приблизителна оценка от октомври 2018 г.), а площта му e 30,16 кв. км. Намира се в часова зона UTC+9. Основан е през 1972 г. Разполага с четири гимназии.